# Fusillade à la station de Beer-Sheva
La fusillade à la station de Beer-Sheva est un attentat ayant eu lieu le 18 octobre 2015 dans une station de bus à Beer-Sheva. Ce jour-là, un tireur tue Omri Levy, un soldat israélien de 19 ans puis après, il s'empare de son fusil automatique et tire dans la foule. Lorsque d'autres agents de sécurité arrivent, le tireur prend la fuite, mais est abattu par le personnel de sécurité.
Un demandeur d'asile érythréen de 29 ans, Haftom Zarhum, est pris à tort pour un deuxième attaquant. Il est atteint de huit balles tirées par la police et est ensuite frappé et battu par quatre Israéliens alors qu'il est déjà blessé, tandis que des spectateurs crient des insultes à son égard,. Des images choquantes de ce lynchage sont filmées par un passant et diffusées sur les réseaux sociaux.
Au moins onze personnes, dont Zarhum, qui succombe à ses blessures quelques heures plus tard, et quatre policiers, sont hospitalisées. Le tireur devient le premier Bédouin israélien impliqué dans une attaque contre des Israéliens.
En réponse à ce lynchage, le Premier ministre israélien Benyamin Netanyahou met en garde les citoyens contre la tentation de se faire justice eux-mêmes.

## L'attaque
Le tireur, armé d'un couteau et d'un pistolet, utilise le pistolet pour tirer sur un policier, puis s'empare du fusil d'assaut de l'agent et continue de tirer, blessant plusieurs autres policiers, soldats et civils,,. Il tente ensuite de fuir mais est tué dans une fusillade avec la police.
Pendant l'attaque, les forces de sécurité tirent sur Haftom Zarhum à huit reprises, le prenant à tort pour un deuxième tireur,,,. Les passants le prennent également pour un attaquant, le frappent et lui crient des insultes alors qu'il est blessé. Un agent pénitentiaire, participant à la bastonnade, explique aux médias qu'il a vu Zarhum lever les mains vers sa tête et l'a attaqué en croyant qu'il s'agissait d'un terroriste qui n'avait pas été "neutralisé" et qu'il pouvait être en train de chercher une arme.

## Les victimes
Haftom Zarhum, pris à tort pour un deuxième tireur, est tué dans l'attaque après avoir été abattu par la police et agressé par des passants israéliens. Une autopsie détermine que Zarhum est mort de ses blessures par balles, et non des blessures infligées par la foule.
Douze personnes, dont Zarhum, qui succombe à ses blessures quelques heures plus tard, et quatre policiers, sont hospitalisées. Au moins un des soldats israéliens blessés, Daniel Harush, âgé de 19 ans, est abattu et gravement blessé par un autre agent de sécurité qui le prend pour un terroriste. Au moins quatre des blessés sont des policiers.

## L'assaillant
Au début, les autorités israéliennes pensent que l'attaquant avait des complices,. Les premiers rapports des médias palestiniens identifient à tort le tireur comme étant Asam al-Araj de Shuafat.
Les autorités identifient le tireur comme étant Muhand al-Okabi (Mohind al-Okbi, Muhannad al-Aqabi), un Israélien de 21 ans originaire de la ville bédouine de Hura (en) dans le Néguev. Sa mère est une immigrante de Gaza qui a obtenu la citoyenneté en vertu de la loi israélienne sur la réunification familiale après avoir épousé un citoyen israélien. Le New York Times décrit l'implication des Bédouins israéliens dans le terrorisme comme "inhabituelle".
Le téléphone portable de l'attaquant contient des photographies d'armes, de militants du Hamas et du matériel lié à son plan d'attaque de la station de bus. Selon des collègues, le coupable avait exprimé sa conviction que l'État islamique conquerrait bientôt Israël.
Le frère du tireur, Omar al-Okabi, âgé de 20 ans, savait apparemment que Muhand avait acquis une arme et qu'il avait des croyances de plus en plus radicales. Il est inculpé par le tribunal de première instance de Beer-Sheva pour ne pas avoir empêché son frère de mener l'attaque.

## L'enquête
L'enquête de la police sur l'attaque révèle que l'entrepreneur exploitant la station de bus n'a pas fourni une sécurité adéquate. L'entreprise était tenue d'avoir onze gardes, mais seulement sept étaient en service, et ces gardes n'ont pas correctement contrôlé les personnes entrant dans la station de bus.

### Lynchage et procès
Les autorités ont détenu quatre Israéliens, David Moyal, Evyatar Damari, Yaakov Shamba et Ronen Cohen, impliqués dans le passage à tabac de Haftom Zarhum,. Selon les images de l'incident, alors que Zarhum gisait impuissant au sol, Moyal s'approche et lui lance un banc dessus. Moyal est ensuite écarté par la foule qui entoure Zarhum. Deux autres hommes interviennent et donnent de violents coups de pied à Zarhum à la tête et au haut du corps. Un quatrième homme lance à nouveau un banc sur Zarhum.
Le parquet rejette la revendication de légitime défense des accusés : « Les accusés ont commis des actes de violence graves envers le citoyen défunt Haftom Zarhum, qui avait déjà été abattu, blessé et saignait abondamment, par vengeance et pour soulager leur colère, et non, comme l'ont prétendu les accusés, par légitime défense. » En 2018, le parquet propose aux accusés une négociation de plaidoyer, réduisant les charges de « causer des blessures avec intention grave », passible de 20 ans de prison, à « abus envers une personne sans défense ». Moyal et Damari acceptent l'offre. En juillet de cette année, Moyal est condamné à 100 jours de service communautaire, huit mois de probation et à payer 2 000 shekels en compensation,. En décembre, Damari est condamné à quatre mois de prison.
Les deux autres, Yaakov Shamba et Ronen Cohen, décident de porter l'affaire en justice. Ils sont jugés devant le tribunal de district de Beer-Sheva pour avoir causé des blessures avec intention grave. En juillet 2020, ils sont acquittés. Le tribunal juge que leur affirmation selon laquelle ils pensaient que l'homme était un terroriste suffit à créer un doute raisonnable justifiant leur acquittement.
Les premiers rapports indiquent que Zarhum possédait un visa de travail, mais il est ensuite déterminé qu'il était demandeur d'asile sans permis de résidence. Bien que Zarhum n'ait pas eu de permis de résidence, ce qui rend sa famille inéligible à l'aide gouvernementale versée aux familles des victimes du terrorisme, le procureur général Yehuda Weinstein (en) recommande que la famille reçoive une assistance. Cependant, l'Agence nationale d'assurance israélienne rejette la demande de compensation de la famille de Zarhum parce qu'il est entré illégalement dans le pays.

## Les réactions
Le Premier ministre israélien Benyamin Netanyahou accuse les dirigeants palestiniens de sponsoriser des incitations sur les réseaux sociaux encourageant les jeunes Arabes à attaquer des Israéliens, et met en garde les Israéliens témoins d'attaques de ne pas se faire justice eux-mêmes : « Quelqu'un qui est témoin d'une attaque doit quitter les lieux et laisser les forces de sécurité et de secours travailler... Nous sommes une nation de lois. Personne ne peut se faire justice lui-même. »,
Les dirigeants de la communauté bédouine israélienne condamnent l'attaque. Le maire de Hura, Mohammed Alnabati, déclare : « Nous condamnons totalement et sans réserve cet acte méprisable et rejetons toute forme de violence... Nous condamnons cet acte au nom de toute la société bédouine et tenons à préciser que vous ne pouvez pas être à la fois un terroriste et un citoyen du pays ; les deux sont fondamentalement contradictoires. »
L'État islamique publie une série de vidéos louant le tireur, avec des titres tels que « Projet de décapiter les Juifs », « Message aux moudjahidines à Jérusalem » et incitant les musulmans à mener ce djihad contre les Juifs.
Taleb Abu Arar, membre de la Knesset pour la Liste arabe unie, affirme l'innocence d'al-Okbi et demande que la fusillade soit « enquêtée encore et encore jusqu'à ce que la vérité soit découverte ».
L'Autorité palestinienne honore l'attaquant comme un « Chahid ».

## Impact
Après l'attaque, les Érythréens en Israël déclarent que le meurtre de l'Érythréen innocent est un exemple de racisme.
Deux aspects de l'attaque mènent à une longue conversation publique : les agents de sécurité vus en train de fuir le tireur actif, et les passants vus en train de frapper et d'insulter Zarhum, pris à tort pour un deuxième attaquant après qu'il a déjà été abattu. Une vidéo montrant Zarhum se faisant battre alors qu'il est allongé au sol, saignant de ses blessures par balle, choque les Israéliens.
La fusillade est le sujet du film documentaire de 2016, Death in the Terminal (en), réalisé par Tali Shemesh (en) et Asaf Sudril. Le film remporte des prix au Festival international du film documentaire d'Amsterdam et aux Ophirs du cinéma, ainsi que le prix du Meilleur film à Docaviv (en).